# Leon Sound
《Leon Sound》是香港歌手黎明的錄音室專輯，全碟由雷頌德作曲、編曲及監製，專輯於1997年12月由唱片公司寶麗金首次發行。這是黎明於寶麗金時期的最後一張粵語專輯，以圓形為概念，音軌沒有明顯的分割，可以從第一首歌無縫地播放到最後一首。此專輯曾經參與香港IFPI唱片銷量認證，獲頒發金唱片（銷量達二萬五千張以上）。

## 製作

### 專輯概念
「Leon Sound」是指雷頌德想做一種特別的聲音給黎明，但不打算定一種類型給他，而是每一張黎明的專輯都要有一種獨特的聲音。專輯《Leon Sound》是雷頌德與黎明合作以來，首次包辦所有作曲、編曲及監製，在未開始製作前，黎明表示這張專輯要完全配合他的演唱會，不用理會有多少首慢歌作銷量保證，要創造未曾在黎明身上出現過的聲音，專輯的音樂創作靈感源自於英國，採用較前衛的音樂風格，如舞曲，帶有濃厚的金屬感覺。整這張專輯以圓形為概念，唱片音軌沒有明顯的分割，可以無縫地從第一首歌曲播放到最後一首，整張專輯營造出一個下雨的城市，從第一首歌曲〈舊約〉的雷雨聲作，到〈你這剎那在何方〉雨過天晴，開始鳥語花香，到最後一首歌曲〈你令愛了不起〉響起雷雨聲，與〈舊約〉再度相連，形成一個「圓形」。

### 歌曲製作
這張專輯收錄了10首歌曲，歌曲〈舊約〉以Trance電子音樂為主要的音樂風格，用開玩笑的方式將聖經人物馬太、馬可、約翰、路加放在現代都市當中，成為被世情煩擾的普通人；〈招呼你朋友〉參考了電影職業特工隊的音樂旋律，主要採用了鼓打貝斯（英語：drum and bass）音樂風格，通過歌詞刻畫一個抓住女友出軌的男人，生氣的男人對百般抵賴的女人說「請你招呼你朋友」，歌曲亦由此而命名；〈貪新愛舊〉的曲風由Trance電子音樂和拉丁音樂結合而成，歌詞以一個同時喜歡兩個女人的男人作為題材；〈可否忘記他〉以Trip hop為主要的音樂風格，透過旋律營造出失落的氣氛，歌曲內容講述男主角陪伴著一個為別人流淚的女人；〈黎明與我〉採用管弦樂伴奏，歌詞講述男主角面對自己心愛的女人，柔情蜜意的撒嬌；〈闔家歡時間〉通過歌詞講述一個花心的浪子搭上新歡，這個女人卻非常認真，相約男主角出來吃飯，還把自己的父母都帶出來，擺出一副要結婚的模樣，使到男主角高呼「放過我這次當我欠你吧！改天再約你吧！」；〈曝光〉以Big beat和電結他獨奏為主要的音樂風格，歌詞講述一對熱戀中的男女纏綿時不顧別人的感受；〈你這剎那在何方〉結合了氛圍音樂（英語：Ambient music）、Trance電子音樂及巴薩諾瓦（英語：Bossa Nova）的音樂風格，營造出濃情蜜意的氣氛，填詞人黃偉文起初並非以此為曲名，後來製作團隊希望此歌曲與〈情深說話未曾講〉拉上關係，吸引聽眾的注意，因此以「你這剎那在何方」為歌曲命名；〈扮幼稚〉主要採用了鼓打貝斯（英語：drum and bass）音樂風格，通過歌詞表達一個為了博取男友歡心而假裝天真無邪模樣的女人的不爽心情；〈你令愛了不起〉是一首情歌，旋律由管弦樂演奏加上唱詩班式的合唱結合而成。

## 曲目列表
| CD       | CD             | CD                         | CD                                                       | CD    |
| 曲序     | 曲目           |                            | 备注                                                     | 时长  |
| -------- | -------------- | -------------------------- | -------------------------------------------------------- | ----- |
| 1.       | 舊約           | 黃偉文                     | 亞洲電視兒童節目「精靈一族」第二代主題曲（只限純音樂版） | 2:50  |
| 2.       | 招呼你朋友     | 林夕                       | 第二主打                                                 | 3:54  |
| 3.       | 貪新愛舊       | 林夕                       |                                                          | 3:51  |
| 4.       | 可否忘記他     | 周禮茂                     |                                                          | 4:06  |
| 5.       | 黎明與我       | 林夕                       | 第三主打                                                 | 4:07  |
| 6.       | 闔家歡時間     | 黃偉文 （Rap詞：Kevin Li） |                                                          | 3:56  |
| 7.       | 曝光           | 林夕                       |                                                          | 2:59  |
| 8.       | 你這剎那在何方 | 黃偉文                     | 與雷頌德合唱                                             | 4:07  |
| 9.       | 扮幼稚         | 林夕                       |                                                          | 3:24  |
| 10.      | 你令愛了不起   | 林振強                     | 第一主打                                                 | 4:03  |
| 总时长： | 总时长：       | 总时长：                   | 总时长：                                                 | 38:04 |

| VCD      | VCD                   | VCD      | VCD  |
| 曲序     | 曲目                  | 導演     | 时长 |
| -------- | --------------------- | -------- | ---- |
| 1.       | 100樣可能（音樂短片） | 張文幹   | 4:16 |
| 总时长： | 总时长：              | 总时长： | 4:16 |

## 幕後製作人員
以下是《Leon Sound》的幕後製作人員名單：
- 鍵琴：雷頌德（曲目1－10）
- 結他：鄧建明（曲目2,6,7）、雷頌德（曲目4,5）
- 尼龍弦結他：Danny Leung（曲目3）
- 長笛：Stephen A. Sacks（曲目8）
- 人聲：黎明（曲目8）、雷頌德（曲目8）
- 音色伴奏：雷頌德（曲目1－10）
- 和音：雷有曜（曲目2,3,5－8）、雷有輝（曲目6－8）、鄭鴻昌（曲目2,4,10）、鍾慶鴻（曲目3）、張偉文（曲目3）、周小君（曲目3）、陳家健（曲目2,3,7）、雷頌德（曲目3,7）、陳美鳳（曲目3）、譚錫禧（曲目2,3,5－7）、李小梅（曲目3,10）、曹潔敏（曲目5,6,8）、陳碧清、李君筑（曲目6,7,10）、Anna Katemopoulos（曲目10）、Chloe Chu（曲目10）、沈鳳、Rita Ip、Silver Ko、車沅沅（曲目10）、Venus Lee（曲目10）、淑紫（曲目10）、燒賣（曲目10）、Nancy Chan（曲目5－8）、Isabella Shen（曲目10）、Rita Ip（曲目10）、Silver Ko（曲目10）
- 混音：Robert Porter（曲目1,9,10）、Frankie Hung（曲目2－6,8）、魏志明（曲目7）
- 錄音：Frankie Hung、Kenneth Tse、Robert Porter、Simon Chan、謝永昌
- 母帶處理：楊我華、洪天佑
- 美術指導、攝影：張文華
- 設計、插圖、圖像：模擬城市
- 音樂助理：Gary Chan
- 作曲、編曲、監製：雷頌德
- 經理人公司：百事活娛樂事業有限公司

## 評論摘要
《Leon Sound》是黎明出道以來首張以電子音樂為主的專輯，並首次由雷頌德包辦整張專輯的作曲、編曲及監製工作。雷頌德形容此專輯為「最不成功的實驗」，他想以天花龍鳳、古靈精怪的想法進行歌曲創作，惟未能引起大眾的注意，此次的創作經驗讓他了解到東方與西方的文化有別，在創作上不應過分堅持自己的風格。從事電影導演、編劇兼作家的何言，在其出版的著作中以「香港流行樂遺珠」來形容此專輯，作者認為此專輯在1990年代的香港顯得相當先鋒，歌曲創作人雷頌德能夠嫻熟地運用電子音樂、傳統管弦樂及樂隊樂器，創作出具質素的歌曲，惟此專輯推出時，黎明與寶麗金唱片公司的合約即將結束，正準備加盟其他唱片公司，作者認為這是此專輯並未受到大眾關注的原因之一。報章評論認為此專輯的風格變化萬千，是「被嚴重忽視的佳作」，專輯的歌曲以電子音樂為主要風格，對歌手黎明而言是一個新的嘗試，有聽眾認為《Leon Sound》是一張高水平的音樂專輯，同時認為唱片公司的宣傳策略出現錯誤，未能引起聽眾的注意。媒體認為黎明和雷頌德透過此專輯逐漸摸索出電子音樂的歌路，為日後的音樂作品打下了基礎。

## 流行榜成績
以下是《Leon Sound》專輯的派台歌曲名單，以及其歌曲在香港四大電子媒體音樂流行榜的最高位置。
| 派台歌曲／流行榜 | 903專業推介 | 中文歌曲龍虎榜 | 新城電台勁爆本地榜 | 勁歌金榜 |
| ---------------- | ----------- | -------------- | ------------------ | -------- |
| 〈你令愛了不起〉 | 第4位       | 冠軍           | 季軍               | 冠軍     |
| 〈招呼你朋友〉   | 亞軍        | 第8位          | 季軍               | 第6位    |
| 〈黎明與我〉     | 第10位      | 第14位         | 冠軍               | 未能上榜 |

## 獎項
以下是收錄於《Leon Sound》專輯的歌曲獲頒發的獎項：
- 電視廣播有限公司1997年度勁歌金曲季選——第四季得獎歌曲〈你令愛了不起〉[13]
- 新城電台1997年度新城勁爆頒獎禮—— 民歌獎〈你令愛了不起〉[14][15]
- 電視廣播有限公司1998年度勁歌金曲季選——第一季得獎歌曲〈招呼你朋友〉